# Bayenghem-lès-Seninghem
Bayenghem-lès-Seninghem är en kommun i departementet Pas-de-Calais i regionen Hauts-de-France i norra Frankrike. Kommunen ligger i kantonen Lumbres som tillhör arrondissementet Saint-Omer. År 2022 hade Bayenghem-lès-Seninghem 345 invånare.

## Befolkningsutveckling
Antalet invånare i kommunen Bayenghem-lès-Seninghem
| Referens: INSEE |